# Pietre Rosse
Le Pietre Rosse formano un gruppo di scogli dell'Italia, in Campania.